# (523731) 2014 OK394
(523731) 2014 OK — малая планета, вероятно, кентавр, во внешней части Солнечной системы за пределами орбиты Юпитера.  При оценке диаметра 290 км может являться крупнейшим кентавром. Впервые наблюдался в рамках обзора Spacewatch в 1995 году, стал потерянной малой планетой из-за недостаточно точно определённой орбиты спустя всего лишь 7 недель после обнаружения и с тех пор больше не наблюдался.

## Наблюдения

### Первые наблюдения и потеря объекта
1995 SN55 находился на расстоянии около 39 а. e. от Солнца в момент первого наблюдения в 1995 году астрономом Арианной Глисон в рамках обзора Spacewatch обсерватории Китт-Пик в Аризоне, США. Наблюдался 14 раз в течение 36 дней с 20 сентября 1995 года до 26 октября того же года.

### Попытки повторного обнаружения
Вплоть до 2018 года предпринимались попытки повторного обнаружения астероида. До настоящего времени (январь 2019 года) неизвестно, темнее ли астероид на самом деле по сравнению с ожидаемой яркостью или же он обладает орбитой, отличной от вычисленной. По состоянию на 2018 год неопределённость гелиоцентрического расстояния до объекта выросла до ±2,7 млрд км.
| Дата           | Неопределённость расстояния до Солнца |
| -------------- | ------------------------------------- |
| 1995, сентябрь | ±350 млн км                           |
| 1999, июль     | ±500 млн км                           |
| 2004, август   | ±1 млрд км                            |
| 2013, март     | ±2 млрд км                            |
| 2020, август   | ±3 млрд км                            |
| 2027, январь   | ±4 млрд км                            |
| 2032, май      | ±5 млрд км                            |

## Классификация и орбита
Кентавры обладают перигелийными расстояниями, превышающими радиус орбиты Юпитера, и большую полуось орбиту, большую чем у Нептуна. 1995 SN55 обращается вокруг Солнца на расстоянии 7,9–39,2 а. e. с периодом 114 лет и 5 месяцев (41782 дней). Эксцентриситет орбиты равен 0,66, наклонение относительно плоскости эклиптики составляет 5°. Вследствие малой протяжённости дуги наблюдения орбита известна с очень малой точностью, объект считается потерянным.
В базе данных малых тел JPL указано, что астероид обладает афелием орбиты на расстоянии 39,2 а.е. от Солнца, но по данным Deep Ecliptic Survey афелийное расстояние равно 91 а.е., вследствие чего астероид можно считать транснептуновым объектом по классификации JPL (непонятно, является ли 1995 SN55 кентавром).

## Физические характеристики

### Диаметр и альбедо
Если подтвердится, что астероид является кентавром, то он станет крупнейшим кентавром с диаметром от 280 до 290 км. На основе соотношения между диаметром и звёздной величиной получена оценка диаметра 300 км при абсолютной звёздной величине 6,0 и альбедо 0,08, что является типичным предполагаемым значением для кентавров.
Двумя крупнейшими известными кентаврами являются (10199) Харикло (250 км) и (2060) Хирон (220 км). Их абсолютные звёздные величины равны 7,40 и 6,2 при альбедо 0,035 и 0,07 соответственно.

### Кривые блеска
Период вращения, форма и положение оси вращения астероида по состоянию на 2018 год остаются неизвестными.

## Номер и название
Вследствие неопределённости орбиты малой планете не присваивался номер. Присвоение номера и названия произойдёт, если астероид снова обнаружат.